# اولگیرد ووکاشویچ
اولگیرد ووکاشِـویچ (لهستانی: Olgierd Łukaszewicz؛ زادهٔ ۷ سپتامبر ۱۹۴۶) بازیگر و صداپیشه اهل لهستان است.
از فیلم‌ها یا برنامه‌های تلویزیونی که وی در آن نقش داشته‌است، می‌توان به مروارید دیهیم، عالی‌مقام، دوران افتخار، فردا به سینما می‌رویم، داگنی، یوویتا، کینگ‌سایز، خیوکا، ژنرال نیل، خوشنام، نمک زمین سیاه، عملیات هیملر، روزها و شب‌ها، خانه کشیش، جادوگر (مجموعه تلویزیونی)، جادوگر (فیلم)، کارول: مردی که پاپ شد، فیلمی کوتاه درباره کشتن، داستان گناه، تب، ده فرمان ۲، ده فرمان ۵، بازجویی، چوب غوشه، دوستان، سکسمیشن و عروسی اشاره کرد.
وی همچنین برندهٔ جوایزی همچون نشان افتخار تولد لهستان و گلوریا آرتیس شده‌است.